# Una famiglia in eredità
Una famiglia in eredità (Die geerbte Familie) è un film del 2011 diretto da Christine Kabisch.

## Trama
Isabelle è una stilista di un'azienda di moda, di cui è diventata caporedattore, che vive con i suoi nonni da tanti anni. Un giorno scopre che suo padre è morto in un incidente insieme alla sua seconda moglie, quando ha sempre pensato che fosse deceduto per un infarto 23 anni prima, come le facevano credere i nonni.
Isabelle così si reca alla fattoria del padre, dove incontra Daniel, un uomo che si prende cura di Paul e Melissa, i fratellastri di Isabelle. L'assistente sociale comunica loro che sono la sorellastra può prendere in affido i figli, altrimenti vengono portati in orfanotrofio. Isabelle deve pertanto decidere tra la sua vita a Francoforte o stare con i ragazzi alla fattoria. Dopo un po' di tempo li porta alla casa in città dove vive con il suo compagno, Robert, che però non li accetta. Durante un litigio, Paul e Melissa fuggono e vanno in stazione per tornare in fattoria, ma Isabelle li ritrova e in seguito vengono raggiunti da Daniel che li porta via.
Isabelle rinuncia alla sua carica di caporedattore e abbandona Robert per andare a vivere per sempre in fattoria, riuscendo così a equilibrare la sua vita con i fratellastri e il suo lavoro.

## Distribuzione

### Messa in onda
Le date di messa in onda internazionali nel corso del 2011 sono state:
- 14 marzo in Francia (Une famille sur les bras!)
- 29 aprile in Germania (Die geerbte Familie)
- 22 giugno in Italia